# Leo Carruthers
Leo Martin Carruthers (* 24. November 1949 in Dublin) ist ein irischer Literaturwissenschaftler. Er ist emeritierter Professor der Universität Paris IV, an der er von 1994 bis 2016 als Professor für englische Sprache, Literatur und Zivilisation des Mittelalters tätig war.

## Leben und Werk
Carruthers studierte am University College Dublin (UCD), wo er 1972 einen Magister artium erlangte. Später zog er nach Frankreich, wo er ab 1977 an der Universität Paris IV forschte. 1980 erlangte er den Ph.D. mit einer vergleichenden Studie über die mittelenglischen Übersetzungen von Lorens d’Orléans’ Werk Somme le roi. 1987 promovierte er bei André Crépin mit einer Studie über die englische Predigtsammlung Jacob's well aus dem 15. Jahrhundert. Ab 1994 unterrichtete er als Professor für englische Sprache an der Universität Paris IV. 2016 wurde er emeritiert.
Er ist Mitglied der Association des Médiévistes Anglicistes de l'Enseignement Supérieur (AMAES), deren Präsident er ab 2006 war.
Leo Carruthers gilt als Kenner des Werks des Schriftstellers J.R.R. Tolkien. Mit Emilie Denard und Clément Delesalle gab er 2007 die Essaysammlung Tolkien et le Moyen Âge heraus. 2016 erschien Tolkien et la religion: comme une lampe invisible, in dem Carruthers Tolkiens Mythologie und Spiritualität behandelt. Daneben trug Carruthers unter anderem zum 2012 von Vincent Ferré herausgegebenen Dictionnaire Tolkien bei und war als Experte auch an der Entstehung mehrerer Dokumentarfilme über Tolkien beteiligt. Auch an der zwischen 2020 und 2022 erfolgten Komplettüberarbeitung der Website des Tolkien Estate wirkte Carruthers mit.

## Schriften und Herausgeberschaften
- La somme le roi de Lorens d’Orléans et ses traductions anglaises: étude comparative. (Hochschulschrift) Université de Paris, Paris, 1980.
- L’Anglais médiéval: introduction, textes commentés et traduits. Brepols, Turnhout, 1996, ISBN 978-2-503-50312-7.
- Beowulf. Didier Érudition, CNED, Paris, 1998, ISBN 978-2-864-60347-4.
- La ronde des saisons – Les saisons dans la littérarure et la société anglaises au Moyen âge. Presses de Univ. de Paris-Sorbonne, Paris, 1998, ISBN 978-2-840-50105-3.
- Justice et injustice au Moyen âge. Association des Médiévistes Anglicistes de l’Enseignement Supérieur, Paris, 1999, ISBN 978-2-901-19827-7.
- Leo Martin Carruthers (Hrsg.), Adrian Papahagi (Hrsg.): Paroles et silences : dans la littérature anglaise au Moyen âge. AMAES, Paris, 2003, ISBN 978-2-901-19837-6.
- Leo Martin Carruthers (Hrsg.), Adrian Papahagi (Hrsg.): Jeunesse et vieillesse: images médiévales de l’âge en littérature anglaise. L’Harmattan, Paris, 2005, ISBN 978-2-747-58075-5.
- Florence Bourgne, Leo M. Carruthers, Arlette Sancery: Un espace colonial et ses avatars : naissance d’identités nationales, Angleterre, France, Irlande, Ve–XVe siècles. Presses de l’Université Paris-Sorbonne, Paris, 2008, ISBN 978-2-840-50559-4.
- Leo M. Carruthers (Hrsg.), Emilie Denard, Clément Delesalle: Tolkien et le Moyen Âge. CNRS Éditions, Paris, 2007, ISBN 978-2-271-06568-1.
- Tolkien et la religion: comme une lampe invisible. PUPS, Paris, 2016, ISBN 979-1-023-10547-6.